# Carmen Martín Gaite
Carmen Martín Gaite (Salamanca, 8 de desembre de 1925 - Madrid, 23 de juliol de 2000) fou una escriptora espanyola representant de l'anomenada Generación de 1950.

## Biografia
Nascuda el 8 de desembre de 1925 a la ciutat de Salamanca. Després d'estudiar l'ensenyament bàsic i el batxillerat es llicencià en Filosofia i Lletres per la Universitat de Salamanca. El 1950 es trasllada a viure a Madrid, on viu l'ambient bohemi de la ciutat al costat d'Ignacio Aldecoa i Rafael Sánchez Ferlosio, amb el qual s'acabarà casant. Junts van tenir una filla, la qual va morir el 1985 amb 29 anys.
La seva obra literària s'inicià als anys 50 amb la publicació de relats i col·laboracions periodístiques a revistes i diaris com ABC, Blanco y Negro, Alcalá i Revista Española, entre d'altres. El 1957 publicà la seva primera novel·la, Entre visillos, que fou guardonada amb el Premi Nadal de novel·la, iniciant així una prolífica carrera literària que li va permetre guanyar el Premi Nacional de narrativa de les Lletres Espanyoles el 1978 per El cuarto de atrás; el Premi Príncep d'Astúries de les Lletres l'any 1986, juntament amb José Ángel Valente; el Premi Anagrama d'assaig el 1987 per Usos amorosos de la postguerra española; i el Premi Nacional de les Lletres Espanyoles l'any 1994 pel conjunt de la seva obra. Col·laborà regularment amb els diaris Diario 16 i El País.
Allunyada de la Universitat, el 1992 aconseguí el doctorat a la Universitat de Madrid amb la tesi doctoral Usos amorosos del siglo XVII en España. Martín Gaite morí la matinada del 23 de juliol de 2000 a la ciutat de Madrid. És enterrada al cementiri d'El Boalo (Madrid), on residia durant temporades.

## Estil
Les obres de Martín Gaite se centren en l'anàlisi de les relacions entre l'individu i la col·lectivitat. Interessada en la televisió i el cinema com a mitjà de comunicació, participà en els guions televisius de les sèries de TVE Teresa de Jesús (1984) i Celia (1992).
Els temes amorosos i existencials predominen entre els seus protagonistes, sempre gent comuna. Les frases són llargues i amb ús abundant d'adjectius. El lèxic és molt tradicional malgrat els temes contemporanis.

## Obra publicada

### Novel·les
- Entre visillos, 1957, premi Nadal de novel·la.
- Ritmo lento, 1963.
- Retahílas, 1974.
- Fragmentos de interior, 1976.
- El cuarto de atrás, 1978, Premi Nacional de narrativa de les Lletres Espanyoles.
- Nubosidad variable, 1992.
- La Reina de las Nieves, 1994.
- Lo raro es vivir, 1996.
- Irse de casa, 1998.
- Los parentescos, 2001, obra pòstuma i incompleta.

### Relats curts i contes
- El balneario, 1954.
- Las ataduras, 1960.
- Cuentos completos, 1978.
- El castillo de las tres murallas, 1981.
- El pastel del diablo, 1985
- Caperucita en Manhattan, 1990.

### Teatre
- A palo seco, 1957.
- La hermana pequeña, 1959.

### Poesia
- A rachas, 1976.

### Assaig
- El proceso de Macanaz, 1969.
- Usos amorosos del dieciocho en España, 1972.
- La búsqueda de interlocutor y otras búsquedas, 1973.
- El cuento de nunca acabar, 1983.
- Usos amorosos de la postguerra española, 1987, Premi Anagrama d'assaig.
- Desde la ventana, 1987.
- Agua pasada, 1992.
- Cuadernos de todo, 2002.